# Estrutura analítica de recursos
Em gerenciamento de projetos, a estrutura analítica de recursos (EAR), do inglês resource breakdown structure (RBS), é uma lista hierárquica de recursos relacionados por tipo de função e de recursos que são usados para facilitar o planejamento e controle do trabalho do projeto. A estrutura analítica de recursos inclui, no mínimo, os recursos de pessoal necessários para a conclusão bem sucedida de um projeto, e de preferência contém todos os recursos em que os fundos do projeto serão gastos, incluindo pessoal, ferramentas, máquinas, materiais, equipamentos e taxas e licenças. Dinheiro não é considerado um recurso na EAR, apenas os recursos que vão custar dinheiro são incluídos.
Recursos configuráveis, tais como pessoal, geralmente são definidos a partir de um ponto de vista funcional: "quem" está fazendo o trabalho é identificado com base no seu papel dentro do projeto, ao invés de seu departamento ou função dentro das empresas-mãe. Em alguns casos, uma divisão geográfica pode ser preferida. Cada nível (inferior) descendente representa uma descrição cada vez mais detalhada do recurso até que seja suficientemente pequeno para ser usado em conjunto com a estrutura analítica de trabalho (EDT) para permitir que o trabalho seja planejado, monitorado e controlado.